# WWE NXT 레벨 업
WWE NXT 레벨 업(WWE NXT Level Up), 또는 NXT 레벨 업(NXT Level Up, NXT LVL UP)은 WWE가 2022년 2월 18일부터 2024년 12월 27일까지 제작했던 프로레슬링 인터넷 텔레비전 프로그램이다. 이 프로그램은 WWE NXT 브랜드 디비전의 젊고 하위 카드 선수들이 출연했으며, 경기는 이전 NXT 에피소드 전후로 녹화되었다. 에피소드는 미국에서는 피콕에서, 해외에서는 WWE 네트워크에서 금요일 밤 10시 동부 시간 (ET)에 업로드되었다.
이 쇼는 2022년 2월 18일 WWE 205 라이브의 대체 프로그램으로 처음 방영되었으며, 경쟁 단체인 올 엘리트 레슬링의 프로그램인 램페이지와 맞붙었다. 이 쇼는 2024년 12월 27일에 마지막 방송을 끝으로 취소되었으며, 그 목적은 두 개의 개별 프로그램인 리얼리티 시리즈 WWE LFG와 새로운 링 내 프로그램 WWE 이볼브로 대체되었다.

## 역사
2019년 10월, WWE의 205 라이브 브랜드는 WWE NXT 브랜드에 통합되었고, WWE 205 라이브 인터넷 텔레비전 쇼는 NXT의 보조 쇼가 되었다. 2022년 2월 15일, WWE는 205 라이브가 새로운 쇼인 NXT 레벨 업으로 대체될 것이라고 발표했다. 이 쇼는 205 라이브의 이전 금요일 밤 시간대인 밤 10시 동부 시간 (ET)에 미국에서는 피콕에서, 해외에서는 WWE 네트워크에서 WWE 스맥다운 직후 방영되었다. 이 쇼는 2022년 2월 18일에 첫 방송되었다. 쇼의 해설자는 블레이크 하워드와 바이런 색스턴이었고, 링 아나운서는 사라 슈라이버였다. 첫 에피소드의 메인 이벤트에서는 에드리스 에노페가 KUSHIDA를 물리쳤다.
2024년 9월 스맥다운 로다운이 스맥다운 직후 생방송으로 방영되고 후속 쇼가 USA 네트워크로 옮겨진 후, NXT 레벨 업은 스맥다운 로다운 이후 밤 10시 40분 ET에 방영되었다.
2024년 12월 20일, NXT 레벨 업이 취소된다는 보도가 나왔다 (마지막 에피소드는 2024년 12월 27일 방영). 이는 NXT 리소스를 WWE의 다가오는 A&E 리얼리티 시리즈 WWE LFG (WWE 동문들과 함께 훈련하면서 NXT 계약을 위해 경쟁하는 신예 레슬러들을 다루는)에 재할당하기 위함이었다. NXT 레벨 업의 개념은 2025년 3월에 도입될 WWE 퍼포먼스 센터 및 WWE ID 시스템의 개발 인재들을 다루는 새로운 링 내 쇼이자 브랜드인 WWE 이볼브로 계승될 예정이다.

## 에피소드
| 시즌 | 에피소드 | 첫 방영일       | 마지막 방영일    |
| ---- | -------- | --------------- | ---------------- |
| 1    | 46       | 2022년 2월 18일 | 2022년 12월 30일 |
| 2    | 52       | 2023년 1월 6일  | 2023년 12월 29일 |
| 3    | 52       | 2024년 1월 5일  | 2024년 12월 27일 |

## 스페셜 에피소드
- 시리즈 프리미어 – 2022년 2월 18일: NXT 레벨 업의 첫 에피소드.

- 시리즈 피날레 – 2024년 12월 27일: NXT 레벨 업의 마지막 에피소드.

2023년 추수감사절 주말 및 새해 연휴 동안에는 클립 쇼가 대신 방영되었다. 이 쇼들은 블레이크 하워드가 진행했다.
- 2023년 11월 24일: 2023년 2월 17일 에디 소프 대 단테 첸, 2023년 4월 28일 아이비 나일 대 롤라 바이스, 2023년 5월 12일 웬디 추 대 켈라니 조던, 2023년 7월 14일 액시엄 대 타비온 하이츠의 경기가 방영되었다.

- 2023년 12월 29일: 2023년의 마지막 에피소드. 2023년 4월 7일 솔 루카와 대니 파머 대 래시 레전드와 자카라 잭슨, 2023년 6월 9일 네이선 프레이저 대 타비온 하이츠, 2023년 8월 18일 제이시 제인 대 카르멘 페트로비치, 그리고 2023년 10월 13일과 10월 27일 액시엄 대 라일리 오스본의 두 차례 경기가 각각 방영되었다.